# NGC 5583
NGC 5583 је спирална галаксија у сазвежђу Волар која се налази на NGC листи објеката дубоког неба.
Деклинација објекта је + 13° 13' 56" а ректасцензија 14h 21m 40,5s. Привидна величина (магнитуда) објекта NGC 5583 износи 13,5 а фотографска магнитуда 14,3. NGC 5583 је још познат и под ознакама UGC 9196, MCG 2-37-4, CGCG 75-18, PGC 51313.